# نيتانيل هوخبرغ
نيتانيل هوخبرغ (بالعبرية: נתנאל הוכברג) (ولد 20 ديسمبر 1897 – ومات 27 يناير 1983) عالم إسرائيلي في علم الزراعة، وخبير في زراعة كرم العنب.

## حياته
ولد في نيس زيونا في فلسطين تحت الحكم العثماني (إسرائيل حاليا) في عام 1897. ودرس الزراعة في مدرسة ميكفه إسرائيل الزراعية، جنوب تل أبيب، ثم في جامعة أوتريخت. وبعد إنهاء دراسته في الخارج، عاد إلى فلسطين وعمل مدرسا في ميكفه إسرائيل.
تزوج هانا روزانسكي. وقتل ابنهما الأكبر دان في حرب الاستقلال الإسرائيلي في سن السابعة عشر، وكان ابهم الأصغر ناتان أحد مؤسسي معمل النبيذ في ميكفه إسرائيل. وماتت هانا في عام 1955.
ابتكر هوخبرغ عددا من الأصناف الجديدة من العنب، سمى الأول باسم "دان بن هانا"، تكريما لاسم ابنه وزوجته.

## جوائز
- حصل على جائزة إسرائيل في مجال الزراعة في عام 1955.[5]